# Алім-Коба
Алі́м-Коба́ (крим. Alim Qobası) або Алі́мова пече́ра — вершина та печера в ній на скельному масиві Дженакай-Кир (Петрівські скелі) в Сімферополі.

## Опис
З вершини скель відкривається чудовий краєвид на Чатир-Даг та Сімферопольське водосховище, навіть видно острівець «Пермська брила».
Печеру називають Алімова на честь «кримського Робін Гуда» — «шляхетного розбійника» Аліма Азамат-оглу, що в середині XIX століття грабував багатих, а награбоване роздавав бідним. У Криму більш відома інша печера в Алімовій балці, що також вважається місцем, де ховався цей шляхетний розбійник.
Існує легенда про те, що колись десь у середині XIX століття було оточено Сімферопольський ринок, що знаходиться на місці нинішнього пам'ятника Леніну, то розбійник зник з оточення і що це було пов'язано з підземним ходом від ринку до печери Аліма.
У свій час сімферопольський краєзнавець Борис Чупиков активно розкопував печеру Аліма, намагаючись довести, що існував древній підземний хід у печеру з Неаполя Скіфського.
Поряд з печерою Аліма знаходиться військове кладовище часів Кримської війни.

## Географія
Протяжність печери 125 м, амплітуда 6 м, знаходиться у Внутрішній гряді Кримських гір.
Печера переважно обвального характеру, закінчується промоїною, що різко звужується. Екскурсії до неї були описані у путівниках початку XX століття.

## Археологія
З наукового погляду ця печера входила до комплексу Алімівське поселення, де були знайдені знахідки епохи бронзи — раннього заліза.
У 1890 році тут було виявлено поселення епохи пізньої бронзи, ранньої залізниці. Залишки курганного насипу знаходяться на скельному плато на захід від дачного селища, яке виросло на місці колишнього села Кирпичне. Висота насипу до 1997 р. була близько 2 м. Вона частково перекриває культурне поселення епохи пізньої бронзи (Алімівське поселення), а з півдня до кургану примикала садиба елліністичного часу. Курган досліджувався 1890 р. членами Таврійської вченої архівної комісії. У центрі кургану (його координати N 44.54.714, Е 34.7.700) знаходився кам'яний склеп прямокутної форми, орієнтований лінією захід-схід, складений із шести великих вапнякових плит. Зовні він був укріплений плитами у формі відрізків кола. Зверху гробниця перекривалася круглою кам'яною плитою. У 1889 р. при самовільних розкопках зі склепу було вилучено понад 20 черепів. У 1890 р. знайдено ще 6 черепів, а південній частині камери — незаймане поховання в «сидячому» положенні, ногами на схід. У засипу зустрінуті вугілля, кілька шматків кремнію, точильний камінь, грудка рожевої фарби, бічна частина амфори, три простих скляних намистини та три — з позолотою, велика річкова раковина, частина фібули та понад 200 залізних панцирних пластинок, блюдце з чорної глини, бичача кістка [Маркевич, 1890, с. 107—110; Троїцька, 1951, с. 97]. Найімовірніше, спорудження склепу відноситься до IV—III ст. до зв. е. (архітектура, амфора, панцир), а в пізньоскіфський час він використовувався для багаторазових поховань. Оскільки знахідки втрачено, то датування І-II ст. н. е. [Дашевська, 1991, с. 52] не виключає ймовірності поховань в I ст. до зв. е. — I ст. н. е.